# Antai Village
Antai Village är en ort i Kiribati.   Den ligger i örådet Marakei och ögruppen Gilbertöarna, i den norra delen av landet, 90 km norr om huvudstaden Tarawa. Antai Village ligger 13 meter över havet och antalet invånare är 165.
Terrängen runt Antai Village är mycket platt.  Närmaste större samhälle är Rawannawi Village, 2,7 km nordväst om Antai Village. 